# Тамсвег
Тамсвег град је у Аустрији, смештен у средишњем делу државе. Значајан је град у покрајини Салцбургу, где је седиште истоименог округа Тамсвег.

## Природне одлике
Санкт Тамсвег се налази у средишњем делу Аустрије, на 285 км југозападно од главног града Беча. Главни град покрајине Салцбург, Салцбург, налази се свега 130 km северно од града.
Град Тамсвег се образовао у долини реке Муре, у изворишном делу тока. Град и долину окружују [[Алпи], а посебно је начита планина Виски Тауерн. Насеље је историјско средишње области Лунгау. Надморска висина града је око 1.020 m, па је то највише окружно средиште у Аустрији.

## Становништво
Данас је Тамсвег град са око 5.700 становника. Последњих деценија број градског становништва стагнира.

## Галерија
- Поглед на Тамсвег
- Мурска железница у Тамсвегу
- Светковина на главном градском тргу
- Месна Црква св. Леонтија